# Hanna Vandenbussche
Hanna Vandenbussche (3 juli 1987) is een Belgische voormalige atlete, die zich specialiseerde in de lange afstand. Ze nam eenmaal deel aan de wereldkampioenschappen en behaalde zes Belgische titels.

## Loopbaan

### Eerste successen
Op de Belgische kampioenschappen in 2008 veroverde Vandenbussche zilver op de 10.000 m. Op de Bredase Singelloop 2011 liep ze de halve marathon in 1:17.40 en werd daarmee vijfde. Ook won zij in dat jaar op de Belgische kampioenschappen de 10.000 m.
In oktober 2013 werd Vandenbussche Belgisch kampioene halve marathon in Herve in een tijd van 1:20.29. Dat jaar had ze eerder op de Belgische kampioenschappen in Brussel in juli ook al zilver op de 10.000 m gehaald.

### Overstap naar marathon
Een tiende plaats in 2:40.15 behaalde Vandenbussche op 12 april 2015 tijdens de marathon van Rotterdam. Later dat jaar, op 18 oktober, finishte ze als zevende op de marathon van Amsterdam in 2:42.53. Op 3 april 2016 liep ze tijdens de marathon van Parijs een elfde tijd bij de vrouwen met 2:38.35. Dat was voor haar de nieuwe persoonlijk recordtijd op de marathon en die gaf haar op dat moment een ticket voor de olympische Spelen in Rio. Vermits Manuela Soccol enkele weken later sneller liep, ondernam ze op 22 april in Düsseldorf een nieuwe poging. Ze kwam echter niet verder dan een derde plaats in 2:39.48.
In april 2017 verbeterde Hanna Vandenbussche bij de marathon van Londen haar persoonlijk record naar 2:37.28.
Vandenbussche werd in 2019 Belgisch kampioene veldlopen. Ze nam dat jaar op de marathon deel aan de wereldkampioenschappen. Ze gaf na 14 km volledig uitgeput door de hitte op.

### Club en trainster
Vandenbussche kwam uit voor Marathon Atletiekclub Westhoek (MACW) en verhuisde in 2016 naar AV Roeselare. De West-Vlaamse werd getraind door Veerle Dejaeghere. Sinds 2020 is ze trainer van marathonloper Tom Merlevede, tevens oprichter van het Belgische duurzame sportmerk Little by Little. 

### Privé
Hanna Vandenbussche behaalde een doctoraat filosofie aan het Hoger Instituut voor Wijsbegeerte van de KU Leuven. Ze heeft een relatie met Pieter Desmet, die in 2021 ook haar nieuwe trainer werd. Ze schreef ook twee boeken, Het lot van Atalanta en Noch engel, noch beest.

## Belgische kampioenschappen
| Onderdeel      | Jaar       |
| -------------- | ---------- |
| 10.000 m       | 2011       |
| 10 km          | 2016       |
| halve marathon | 2013, 2022 |
| marathon       | 2017       |
| veldlopen      | 2019       |

## Persoonlijke records
baan
| Onderdeel | Prestatie | Datum            | Plaats            |
| --------- | --------- | ---------------- | ----------------- |
| 3000 m    | 9.53,28   | 30 augustus 2008 | Merksem           |
| 5000 m    | 16.48,53  | 23 mei 2015      | Oordegem          |
| 10.000 m  | 34.30,61  | 1 september 2016 | Bergisch Gladbach |

weg
| Onderdeel      | Prestatie | Datum             | Plaats       |
| -------------- | --------- | ----------------- | ------------ |
| 10 km          | 33.43     | 31 maart 2019     | Valenciennes |
| 15 km          | 53.56     | 31 december 2022  | Soest        |
| 10 mijl        | 56.27     | 17 september 2017 | Amsterdam    |
| 20 km          | 1:09.38   | 9 oktober 2022    | Parijs       |
| halve marathon | 1:13.47   | 13 maart 2022     | Gent         |
| marathon       | 2:34.44   | 26 september 2021 | Berlijn      |

## Palmares

### 5000 m
- 2015: 11e EK team in Iraklion - 16.53,67
- 2018:  BK AC – 16.38,41

### 10.000 m
- 2008:  BK AC - 35.54,45
- 2010:  Prijzenmeeting in Zwevegem - 34.57,69
- 2011:  BK AC - 35.38,73
- 2013:  BK AC - 35.19,25

### 10 km
- 2012:  Nacht Van Vlaanderen in Torhout - 35.59
- 2014:  Nacht van Vlaanderen in Torhout - 36.14
- 2015:  Wiezo Run in Wierden - 35.22
- 2016:  BK in Lokeren - 35.11
- 2016: 8e Tilburg Ladies Run - 34.20
- 2017:  BK in Lokeren - 34.44
- 2018:  BK in Lokeren - 34.27
- 2019: 6e Les foulées Valenciennoises - 33.43
- 2022:  Parelloop - 34.03
- 2023: 4e Parelloop in Brunssum - 34.46

### 15 km
- 2013:  Posbankloop - 55.53

### 20 km
- 2023:  20 km door Brussel - 1:10.44

### 10 mijl
- 2012:  Oostende-Brugge Ten Miles - 59.11
- 2016: 12e Dam tot Damloop - 57.11
- 2017: 13e Dam tot Damloop - 56.27

### halve marathon
- 2011:  halve marathon van Diksmuide - 1:19.03
- 2011: 5e Bredase Singelloop - 1:17.40
- 2013:  BK AC in Herve - 1:20.29
- 2013: 5e halve marathon van Dronten - 1:18.51
- 2015: 7e Bredase Singelloop - 1:16.53
- 2016: 4e Bredase Singelloop - 1:14.00
- 2017: 10e halve marathon van Egmond - 1:17.04
- 2020: 8e NN Halve Marathon Den Haag - 1:14.05
- 2022:  BK AC in Gent - 1:13.47

### marathon
- 2014:  marathon van Anneçy - 2:45.02
- 2014:  In Flanders Fields-marathon in Ieper - 2:47.42
- 2015: 10e marathon van Rotterdam - 2:38.35
- 2015: 7e marathon van Amsterdam - 2:42.53
- 2016: 11e marathon van Parijs - 2:38.35
- 2016:  marathon van Düsseldorf - 2:39.48
- 2017: 51e marathon van Londen - 2:37.28
- 2017:  BK AC in Eindhoven - 2:37.28
- 2019: 11e marathon van Praag - 2:36.49
- 2019: DNF WK in Doha
- 2019: 9e marathon van Amsterdam - 2:39.19
- 2021: 13e marathon van Berlijn - 2:34.44
- 2022: 7e marathon van Kopenhagen - 2:35.25

### veldlopen
- 2008: 39e EK U23 in Brussel - 22.53
- 2009: 32e EK U23 in Dublin - 22.36
- 2017: 61e EK in Šamorín - 29.08
- 2018: 54e EK in Tilburg (8,3 km) - 28.26
- 2018:  Sylvestercross - 22.32
- 2019:  BK in Laken
- 2020:  BK AC in Laken
- 2021:  BK AC in Laken